# Wojciech Giertych
Wojciech Giertych, född 27 september 1951 i London av polska föräldrar, är en polsk romersk-katolsk präst och teolog.
Giertych inträdde 1976 i dominikanorden och prästvigdes 1981. Han doktorerade vid Angelicum i Rom, där han nu undervisar i moralteologi. Den 1 december 2005 utsåg påven Benedictus XVI Giertych till teolog för det påvliga hushållet, d.v.s. påvens personlige rådgivare i teologiska frågor. Giertych efterträder kardinal Georges Cottier.